# NGC 6584
NGC 6584 (również GCL 92 lub ESO 229-SC14) – gromada kulista znajdująca się w gwiazdozbiorze Lunety. Odkrył ją James Dunlop 5 czerwca 1826 roku. Jest położona w odległości ok. 44,0 tys. lat świetlnych od Słońca oraz 22,8 tys. lat świetlnych od centrum Galaktyki.